# Водоп'янов Михайло Васильович
Михайло Васильович Водоп'янов (18 листопада 1899 — 11 серпня 1980) — радянський льотчик, учасник порятунку екіпажу пароплава «Челюскін», учасник арктичних і високоширотних експедицій, генерал-майор авіації, член Спілки письменників СРСР, член ЦВК СРСР, шостий Герой Радянського Союзу (1934).

## Біографія
Михайло Васильович Водоп'янов народився 6 (18) листопада 1899 року в селі Великі Студьонкі Липецького повіту Тамбовської губернії (нині частина міста Липецька) в сім'ї селянина.
У лютому 1918 року добровільно вступив в Червону Армію. Служив обозним в Дивізіоні Повітряних Кораблів «Ілля Муромець». Брав участь у громадянській війні. Воював проти Колчака і Врангеля.
З 1920 року — помічник шофера.
C 1921 року — шофер.
З 1925 року — авіаційний моторист, потім бортмеханік, працював під керівництвом відомого льотчика і авіаінженера Харитона Славороссова.
У 1928 році закінчив льотну школу «Добролет».
У 1929 році — закінчив Московську льотно-технічну школу.
Як бортмеханік, а потім льотчик брав участь в експедиціях по боротьбі з сараною на Північному Кавказі і в Казахстані.
З 1929 року працював в управлінні Далекосхідних повітряних ліній «Трансавіація» товариства «Добролет» в Хабаровську.
9 січня 1930 року на літаку «СРСР-127» проклав повітряний маршрут: Хабаровськ — Оха — Олександрівськ-на-Сахаліні, названий «Трасою героїв» і завдовжки 1 130 км. Перший маршрут перельоту готував разом з пілотом Карлом Ренкасом.
З 1931 року працював на Центральному аеродромі в льотному загоні газети «Правда», який доставляє газетні матриці в найбільші міста СРСР. Потім літав на цивільних літаках по далеких повітряних трасах Москва — Ленінград, Москва — Іркутськ, на острів Сахалін.
Взимку 1933 року в випробувальному перельоті з Москви до Петропавловська-Камчатського його літак розбився на озері Байкал. Бортмеханік Серьогін загинув, а М. В. Водоп'янов отримав струс мозку і множинні переломи (згодом тільки на голову наклали 36 швів).
У 1934 році, після довгої облоги урядової комісії, домігся відправки для участі в порятунку челюскінців. Разом з В. Галишевим і І. Дороніним здійснив переліт довжиною майже 6500 км з Хабаровська в Ванкарем на літаку Р-5, без штурмана, без радиста, через хребти, через гори, по неймовірно важкою трасі. З Анадиря тричі літав до місця, де судно терпіло лихо, і вивіз 10 чоловік. За мужність і героїзм, проявлені при рятуванні челюскінців, 20 квітня 1934 йому присвоєно звання Героя Радянського Союзу з врученням ордена Леніна. 4 листопада 1939 року М. В. Водоп'янову була вручена медаль «Золота зірка» № 6.
У 1936—1937 роках здійснював польоти в Арктику, був командиром льотного загону. 21 травня 1937 на літаку АНТ-6 (арктичний варіант бомбардувальника ТБ-3) під час першої радянської високоширотної повітряної експедиції «Північ» вперше в світі здійснив посадку на лід в районі Північного полюса, застосувавши вперше гальмівний парашут. Літак Водоп'янова доставив групу зимівників, які організували першу дрейфуючу станцію «Північний полюс» (СП-1). За це був нагороджений орденом Леніна (статусу двічі Героя Радянського Союзу в той час ще не існувало).
Делегат XVIII з'їзду ВКП (б).

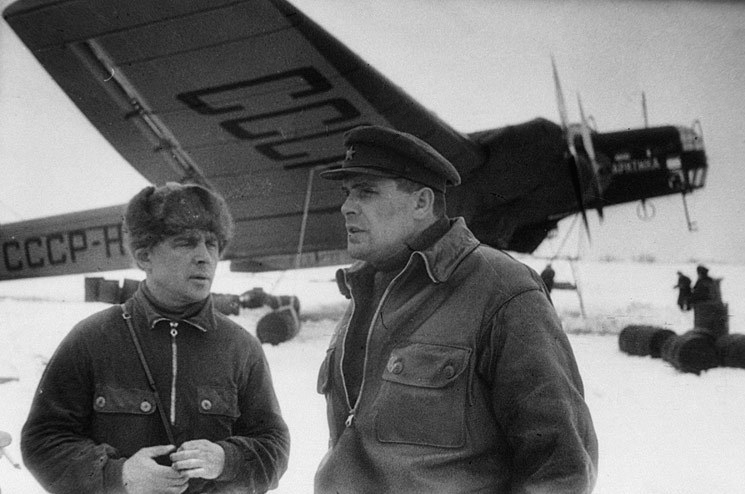
Михайло Васильович Водоп'янов. Довоєнне фото

Учасник радянсько-фінляндської війни 1939—1940 на посаді командира важкого бомбардувальника ТБ-3. Здійснив кілька бойових вильотів, був нагороджений орденом Червоного Прапора. 2 лютого 1940 присвоєно звання комбрига.
Учасник Великої Вітчизняної війни: з липня 1941 року — командир 81-ї далекобомбардувальної авіаційної дивізії. В ніч з 10 на 11 серпня 1941 року особисто брав участь у другому нальоті на Берлін (в одному екіпажі з Е. Пуусеппом). Його літак Пе-8 був підбитий і здійснив вимушену посадку на території, зайнятій противником. Через лінію фронту повернувся до своїх. За великі втрати був зміщений з посади командира дивізії, але продовжував здійснювати бойові вильоти як рядовий льотчик.
З 1946 року генерал-майор авіації М. В. Водоп'янов — у відставці.
У 1948 році брав участь у військовій високоширотній повітряній експедиції «Північ-2». У 1949 році був представлений до нагородження другою медаллю «Золота Зірка», але отримав орден Леніна (через секретність нагородження). У квітні 1954 року в районі 77-ї паралелі організовував місце базування дрейфуючої станції «Північний Полюс-4».
Жив в Москві. Член Спілки письменників, активно займався літературною діяльністю. 
Помер 11 серпня 1980 року. Похований на Троєкуровському кладовищі в Москві.